# 竹籤
竹籤是一種處理食物的工具，主要用途是把食物串在一起，常用於沙嗲串燒、烤肉串，又或者是各種街頭小吃。竹籤使用竹做成，因而得名。在吃某些街頭小吃，例如香港常見的袋裝小吃∕冷麵時，亦可兩支竹籤一起作筷子使用。

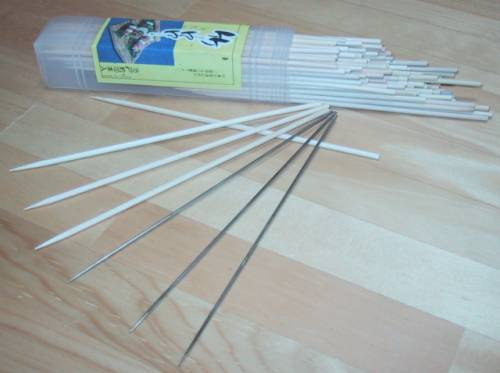
竹籤和金属籤